# Tiburcio Pérez Cuervo

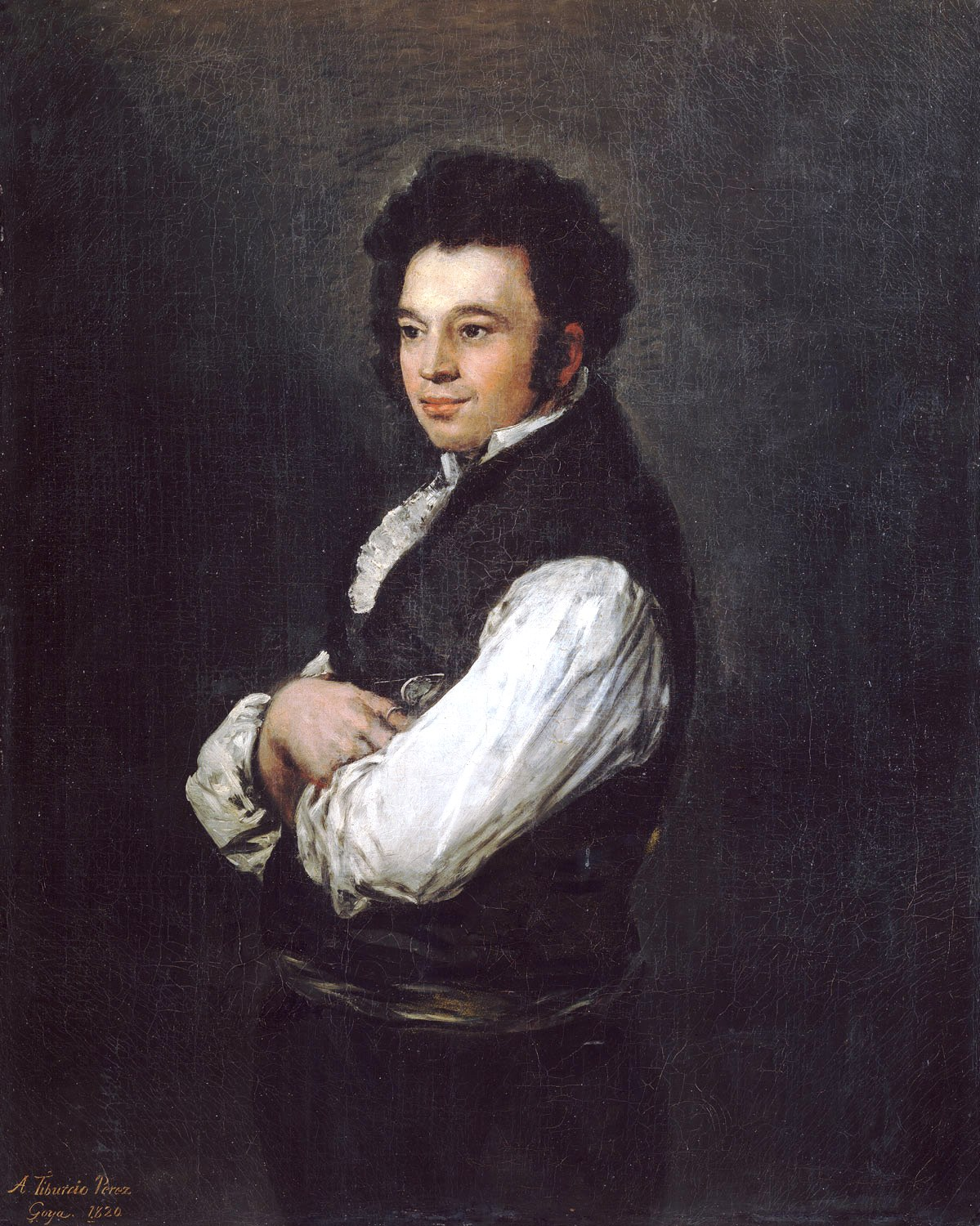
Retrato de Tiburcio Pérez Cuervo (Goya, 1820)

Tiburcio Pérez Cuervo (Oviedo 1785 - Madrid 1841) fue un arquitecto español, sobrino del también arquitecto Juan Antonio Cuervo, discípulo, a su vez, de Ventura Rodríguez. Fue amigo cercano de Francisco de Goya, quien le confió el cuidado de Rosario Weiss cuando el pintor marchó a Burdeos. Su retrato de 1820 está considerado entre los más interesantes de Goya. 

## Biografía
Tiburcio es conocido por haber ejecutado en 1836 las obras del Colegio de Medicina y Cirugía de San Carlos (ubicado entre las calles de Atocha y Santa Isabel y en la actualidad es el Colegio de Médicos). Habiendo sido diseñado previamente por el arquitecto real Isidro González Velázquez. A Pérez Cuervo se debe las obras de acondicionamiento de la Iglesia del Espíritu Santo en Madrid, templo que ocupaba el mismo solar que hoy tiene el Congreso de los Diputados.